# Patrimoni dell'umanità di El Salvador
I patrimoni dell'umanità di El Salvador sono i siti dichiarati dall'UNESCO come patrimonio dell'umanità in El Salvador, che è divenuto parte contraente della Convenzione sul patrimonio dell'umanità l'8 ottobre 1991.
Al 2022 un solo sito è iscritto nella Lista dei patrimoni dell'umanità: il sito archeologico di Joya de Cerén, scelto nel 1993 in occasione della diciassettesima sessione del comitato del patrimonio mondiale. Sei sono invece le candidature per nuove iscrizioni.

## Siti del Patrimonio mondiale
| Foto | Sito                               | Luogo          | Tipo                     | Anno | Descrizione |
| ---- | ---------------------------------- | -------------- | ------------------------ | ---- | --- |
|      | Sito archeologico di Joya de Cerén | San Juan Opico | Culturale (675; iii, iv) | 1993 | Joya de Cerén era una comunità agricola preispanica che, come Pompei ed Ercolano in Italia, fu sepolta sotto un'eruzione del vulcano Laguna Caldera intorno al 600 d.C. Grazie alle eccezionali condizioni dei resti, le sue rovine forniscono uno spaccato della vita quotidiana delle popolazioni centroamericane che lavoravano la terra in quel momento. |

## Siti candidati
| Foto | Sito                    | Luogo                      | Tipo                     | Anno       | Descrizione |
| ---- | ----------------------- | -------------------------- | ------------------------ | ---------- | --- |
|      | Golfo di Fonseca        | Dipartimento di La Unión   | Misto (206)              | 21/09/1992 | La regione del Golfo, al confine orientale di El Salvador, è composta da un'ampia varietà di ambienti costieri, tra cui isole, foreste di mangrovie, spiagge sabbiose e scogliere rocciose. Questo ambiente è stato oggetto di relativamente poche modifiche e conserva una ricca flora e fauna. Nel passato preispanico, il Golfo di Fonseca ha fornito la base per un denso insediamento umano sulle sue isole e ai margini della terraferma, con oltre 10 siti principali attualmente conosciuti. I cumuli di conchiglie sono un tipo comune di sito, formatosi per lunghi periodi di tempo dallo scarto di molluschi che si accumulavano strato dopo strato. |
|      | Cara Sucia/El Imposible | Dipartimento di Ahuachapán | Misto (207)              | 21/09/1992 | La documentazione archeologica di questo sito si estende fino al 166 a.C., con alcune delle prime prove di insediamenti agricoli nella Mesoamerica meridionale. Durante il tardo periodo classico (600-900 d.C.), qui si trovava un centro regionale della cultura di Cotzumalhuapa, che rappresentava l'estensione più orientale di questo gruppo etnico. Questi e altri popoli preistorici hanno sfruttato le ricche risorse naturali disponibili nell'ambiente molto vario compresso in una stretta frangia costiera, comprese spiagge sabbiose, foreste di mangrovie, pianure alluvionali e altopiani vulcanici. Il settore dell'altopiano (El Imposible) conserva la più grande foresta esistente in El Salvador.                                                             |
|      | Chalchuapa              | Chalchuapa                 | Culturale (208; ii, iii) | 21/09/1992 | Indagini archeologiche hanno dimostrato che l'attuale città di Chalchuapa ha almeno 3200 anni di continua occupazione umana. La testimonianza di questo lungo passato include un'ampia varietà di caratteristiche archeologiche, tra cui diversi complessi di architettura monumentale relativi a diversi periodi della preistoria della comunità. Tre di questi gruppi sono attualmente protetti, inclusi i due tardo-preclassici (400 a.C. - 200 d.C.) di El Trapiche e Casa Blanca, e il complesso di Tazumal dal classico al primo postclassico (200 - 1200 d.C.). Due monumentali sculture olmeche di Chalchuapa sono gli esempi più meridionali conosciuti in Mesoamerica. Chalchuapa possiede anche importanti esempi di architettura del periodo coloniale e repubblicano. |
|      | Ciudad Vieja/La Bermuda | Suchitoto                  | Culturale (209)          | 21/09/1992 | Ciudad Vieja è un sito archeologico storico, che rappresenta la prima posizione della capitale salvadoregna di San Salvador. San Salvador fu fondata qui nel 1528, mentre la Conquista era ancora in corso; fu abbandonata solo 17 anni dopo e mai più rioccupata. Si possono osservare una varietà di caratteristiche, alcune delle quali citate nelle fonti storiche, come i lotti di case (solares), la piazza, le fondamenta di una chiesa, i resti del municipio (cabildo) e una porzione di strade acciottolate. Questo è uno dei siti spagnoli del periodo di conquista meglio conservati nell'emisfero. A un chilometro da Ciudad Vieja si trovano le rovine di La Bermuda, una successiva hacienda coloniale risalente al 1600.                                           |
|      | Lago di Guija           | Metapán                    | Misto (210)              | 21/09/1992 | Il lago di Guija è condiviso con il vicino Guatemala ed è uno dei più grandi laghi naturali della regione. Il lago e le sue sponde conservano un eccezionale ambiente naturale, comprendente una vasta foresta sul vulcano San Diego e un'area di paludi e stagni che si estende a nord del lago (le Lagunas de Metapán). Oltre 20 siti archeologici sono stati registrati nei dintorni dei laghi, tra cui un insediamento del tardo preclassico (400 a.C.- 200 d.C.), diversi gruppi di tumuli postclassici (900-1550 d.C.) e una rovina della prima chiesa coloniale. |
|      | Cacaopera               | Cacaopera                  | Culturale (211; iii, v)  | 21/09/1992 | La comunità di Cacaopera è l'unica rappresentante sopravvissuta di un gruppo etnico altrimenti scomparso, variamente indicato come Ulua, Matagalpa o Cacaopera. Le prove linguistiche suggeriscono che questo gruppo abbia avuto origine nell'America centrale inferiore e che ad un certo punto (ma poco prima della conquista) abbia stabilito un'enclave all'interno del territorio orientale di El Salvador. Alcuni dei tratti che continuano a identificare i membri della comunità con questo gruppo etnico sono l'architettura, i modelli di sussistenza, le pratiche religiose, i miti, le leggende e gli stili di abbigliamento. |